# 湖北省博物馆

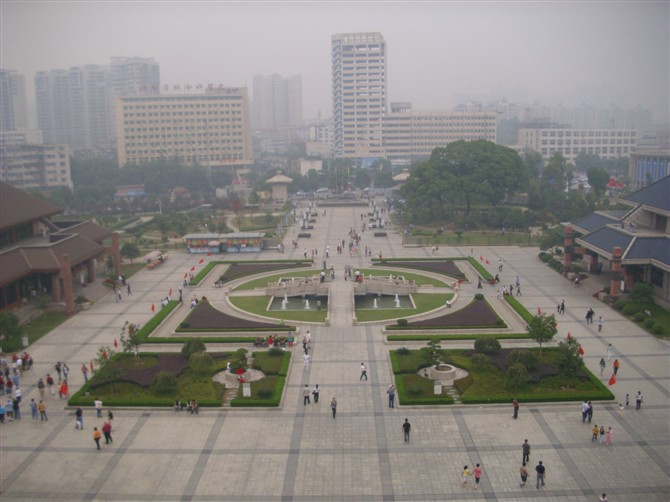
从湖北省博物馆俯视

湖北省博物馆是湖北省唯一的省级综合性博物馆，也是国家一级博物馆、中央和地方共建的八家国家级重点博物馆之一，国家文物局挂牌的饱水漆木器保护基地，中国博物馆协会乐器专委会主任委员单位，主要承担着全省文物的收藏、保管、保护、陈列展览及藏品的研究工作。该馆是国家旅游局命名的国家5A级旅游景区东湖的重要组成部分，位于湖北省武汉市武昌区东湖路156号。
湖北省博物馆现有藏品24万余件，国家一级文物近千件。以屈家岭文化、石家河文化为代表的史前陶器，盘龙城和曾侯乙墓为代表的青铜器，春秋中期楚墓到汉墓出土的大量漆器，曾侯乙墓、郭店楚墓、望山楚墓、包山楚墓、云梦秦墓出土的大量竹简，梁庄王墓、郢靖王墓出土的藩王文物最具特色，是馆藏文物的代表。其中郧县人头骨化石、越王勾践剑、曾侯乙编钟和元青花四爱图梅瓶被誉为湖北省博物馆的四大“镇馆之宝”。

## 历史沿革
湖北省博物馆筹建于1953年，前身可追溯到湖北省人民科学馆，几经变更之后，形成如今的湖北省博物馆。
- 1953年3月16日，湖北省政府批准省文化局关于撤消湖北省人民科学馆，成立湖北省博物馆筹备处的请示报告，湖北省博物馆筹备处由省文化局领导。
- 1953年9月，湖北省文物管理委员会与湖北省文物整理保管委员会合并成立湖北省文史研究馆，办公地址暂设武昌水陆街湖北省博物馆筹备处内。
- 1954年4月，湖北省人民政府决定恢复湖北省省文物管理委员会，划归省文化局领导，与省博物馆筹备处合署办公。
- 1958年2月，湖北省文物管理委员会更名为湖北省文物管理处，办公地址武昌姚家岭农业展览馆内。
- 1959年春，湖北省博物馆筹备处迁址武昌东湖风景区，湖北省政府拨款兴建省博物馆陈列展览大楼。
- 1963年1月，经湖北省文化局党组批准，湖北省博物馆筹备处与省文物管理处合并，正式更名湖北省博物馆。
- 1981年，辛亥革命纪念馆从湖北省博物馆分离，成为独立的文博机构。
- 1987年，经上级主管部门批准，湖北省博物馆“文管部”从馆内分离，成立独立的“湖北省文物考古研究所”。
- 2002年，湖北省博物馆与湖北省文物考古研究所合并。
- 2005年12月，楚文化馆建成开放
- 2007年9月，新馆综合陈列馆建成开放。
- 2021年12月，湖北省博物馆三期扩建工程（南馆）建成开放。
- 2023年2月，湖北省文化和旅游厅党组研究决定将省博物馆与省文物考古研究院由合署办公改为独立运行、领导班子分开设置[1]。方勤任湖北省文物考古研究院党委书记、院长，张晓云任湖北省博物馆党委书记、馆长[2]。

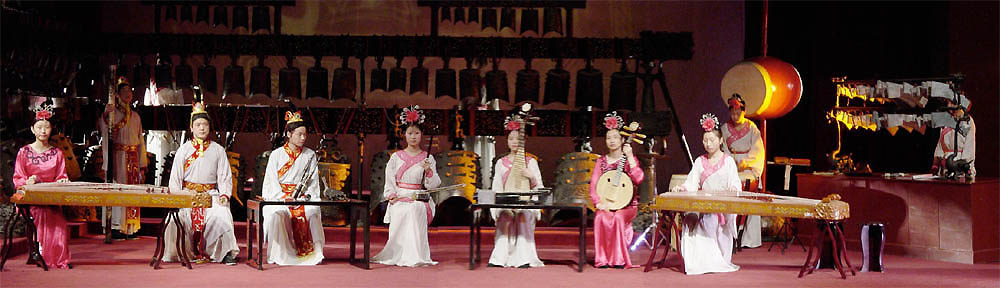
湖北省博物馆内的古代音乐表演

## 历任馆长
- 陈国钊（1953年3月16日--1954年4月）湖北省博物馆筹备处主任
  - (1954年4月--1958年2月)湖北省文物管理委员会主任
  - (1958年2月--1959年)湖北省文物管理处处长
  - (1959年--1973年)湖北省博物馆筹备处主任
  - (1973年--1978年)湖北省博物馆负责人
  - (1963年1月--1982年)湖北省博物馆馆长
- 谭维四（1982年--1985年）年湖北省博物馆馆长
- 陈乃成（1987年--1989年）湖北省博物馆馆长兼党委书记
- 舒之梅（1989年--1997年）湖北省博物馆馆长兼党委书记
- 陈中行（1998年1月--2002年10月）湖北省博物馆馆长
- 王红星（2002年10月--2008年）湖北省博物馆馆长、湖北省文物考古研究所所长
- 黎朝斌（2008年--2010年）湖北省文物局副局长、湖北省博物馆代理馆长
- 包東波（2010年--2013年）湖北省博物馆馆长、湖北省文物考古研究所所长
- 方勤（2013年--2023年）湖北省博物馆馆长、湖北省文物考古研究所所长[2]
- 张晓云（2023年--）湖北省博物馆馆长兼党委书记[2]

## 陈列展览
湖北省博物馆目前长期陈列主要有十三个，主要展示湖北地区的历史和文化，2009年《南张北溥》與2012年《畫影江山—郎靜山攝影作品特展》为湖北省博物馆和台北历史博物馆合办的展览。
- 《楚文化展》（已闭展）
- 《郧县人》
- 《屈家岭》
- 《盘龙城》
- 《曾侯乙墓》（移至新馆）
- 《九连墩纪事》（已闭展）
- 《书写历史》（已闭展）
- 《秦汉漆器艺术》（已闭展）
- 《梁庄王墓》（移至新馆）
- 《古代瓷器专题展》
- 《荆楚百年英杰》（部分闭展）
- 《湖北古代音乐文物展览》（已闭展）
- 《南张北溥—台北历史博物馆藏张大千、溥心畬书画精品展》（已闭展）
- 《畫影江山—郎靜山攝影作品特展》（已闭展）

2021年12月湖北省博物馆新馆（三期扩建工程）建成开放，新展馆长期陈列五个
- 《曾侯乙》
- 《越王勾践剑》
- 《曾世家-考古揭秘的曾国》
- 《梁庄王珍藏-郑和时代的瑰宝》
- 《楚国八百年》

## 镇馆之宝
- 郧县人头骨化石：时期为旧石器时代。1989年十堰市郧县曲远河口学堂梁子出土，颅长26厘米，颅宽19厘米，颅高12厘米，是湖北首次发现的古人类头骨化石。
- 曾侯乙编钟：时期为战国时期，1978年湖北随县曾侯乙墓出土。钟架长748厘米，高265厘米，重4.5吨左右。全套编钟共六十五件，分三层，八组悬挂在呈曲尺形的铜木结构钟架上。每件钟均能奏出呈三度音阶的双音，全套钟十二个半音齐奏，可以旋宫转调。音阶为现今通用的C大调，能演奏五声、六声或七声音阶乐曲。
- 越王勾践剑：时期为春秋晚期，千年不锈，由许多小暗格组成。1965年江陵望山1号墓出土，长55.7厘米。
- 元青花四爱图梅瓶：时期为元代。2006年湖北省钟祥市郢靖王墓出土，高38.7厘米，口径6.4厘米，底径13厘米。瓶身肩部饰凤穿牡丹；腹部饰青花“四爱图”，即王羲之爱兰，陶渊明爱菊，周敦颐爱莲，林和靖爱梅、鹤；足部饰仰覆莲纹。三层纹样以卷草纹、锦带纹为界。白釉泛青，色彩清脆艳丽，是罕见的经科学发掘出土的元青花精品。

## 馆藏重要文物
- 大玉戈注
- 曾侯乙编钟注
- 曾侯乙墓外棺注
- 曾侯乙青铜尊盘注
- 彩漆木雕小座屏注
- 越王勾践剑注
- 战国多节活环套练玉佩注
- 战国彩绘乐舞图鸳鸯形漆盒注
- 秦云梦睡虎地秦简《语书》注
- 吴王夫差矛
- 曾侯乙编磬
- 鹿角立鹤
- 凤鸟形双联漆杯
- 郭店楚简
- 虎座鸟架鼓（九连墩二号墓）

注：禁止出国（境）展览文物

## 图录

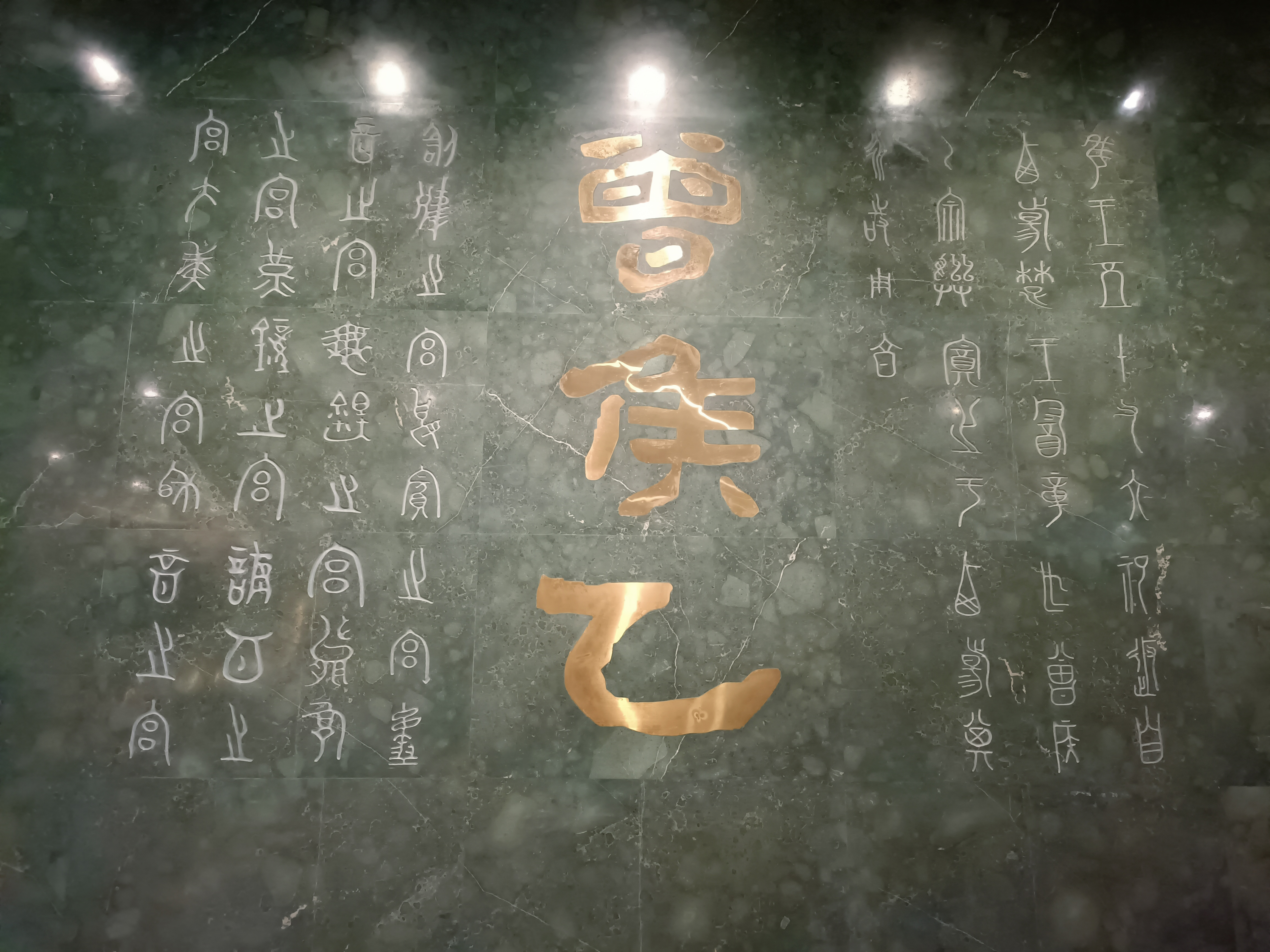
曾侯乙展厅
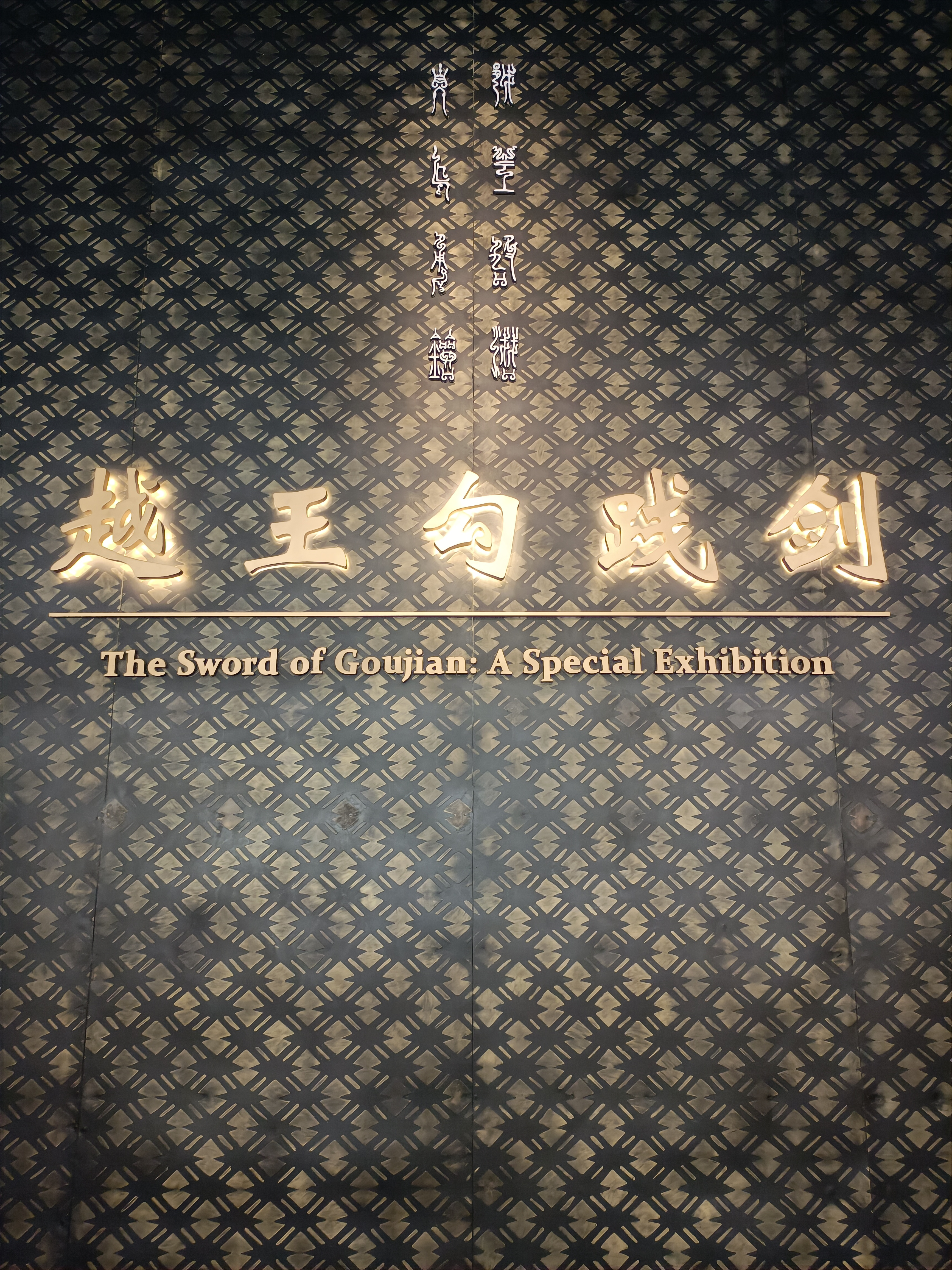
越王勾践剑展厅
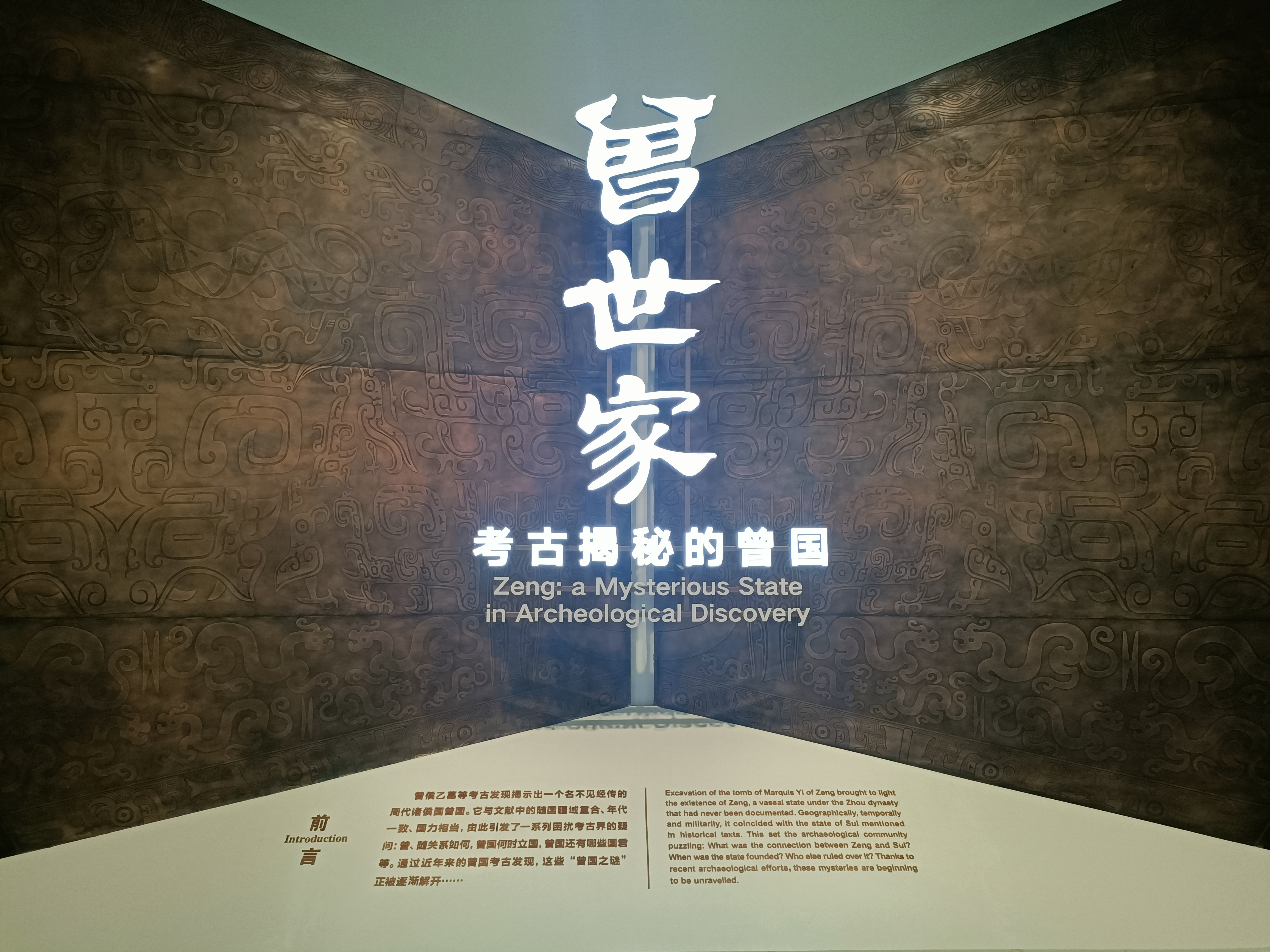
曾世家展厅
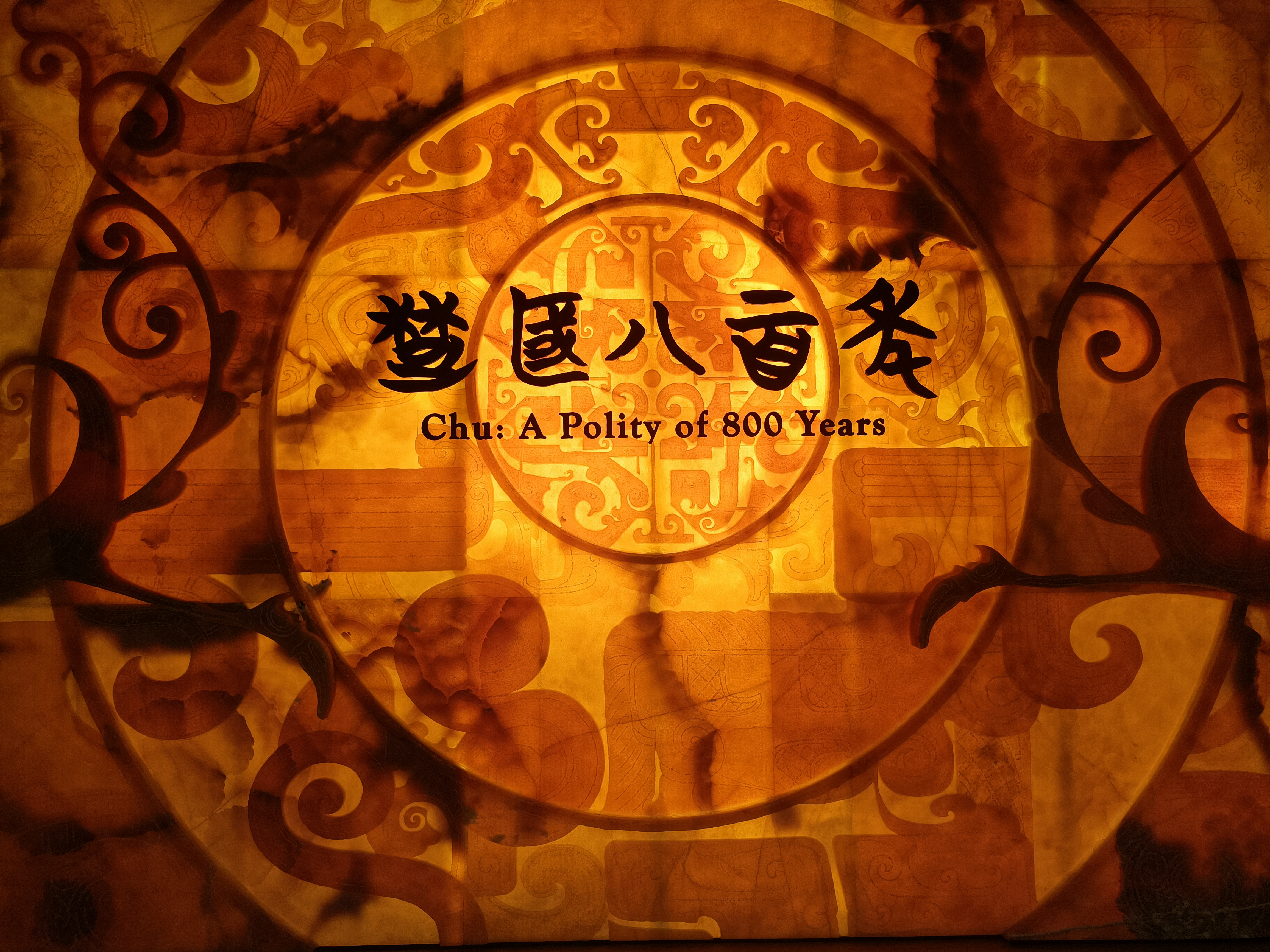
楚国八百年展厅
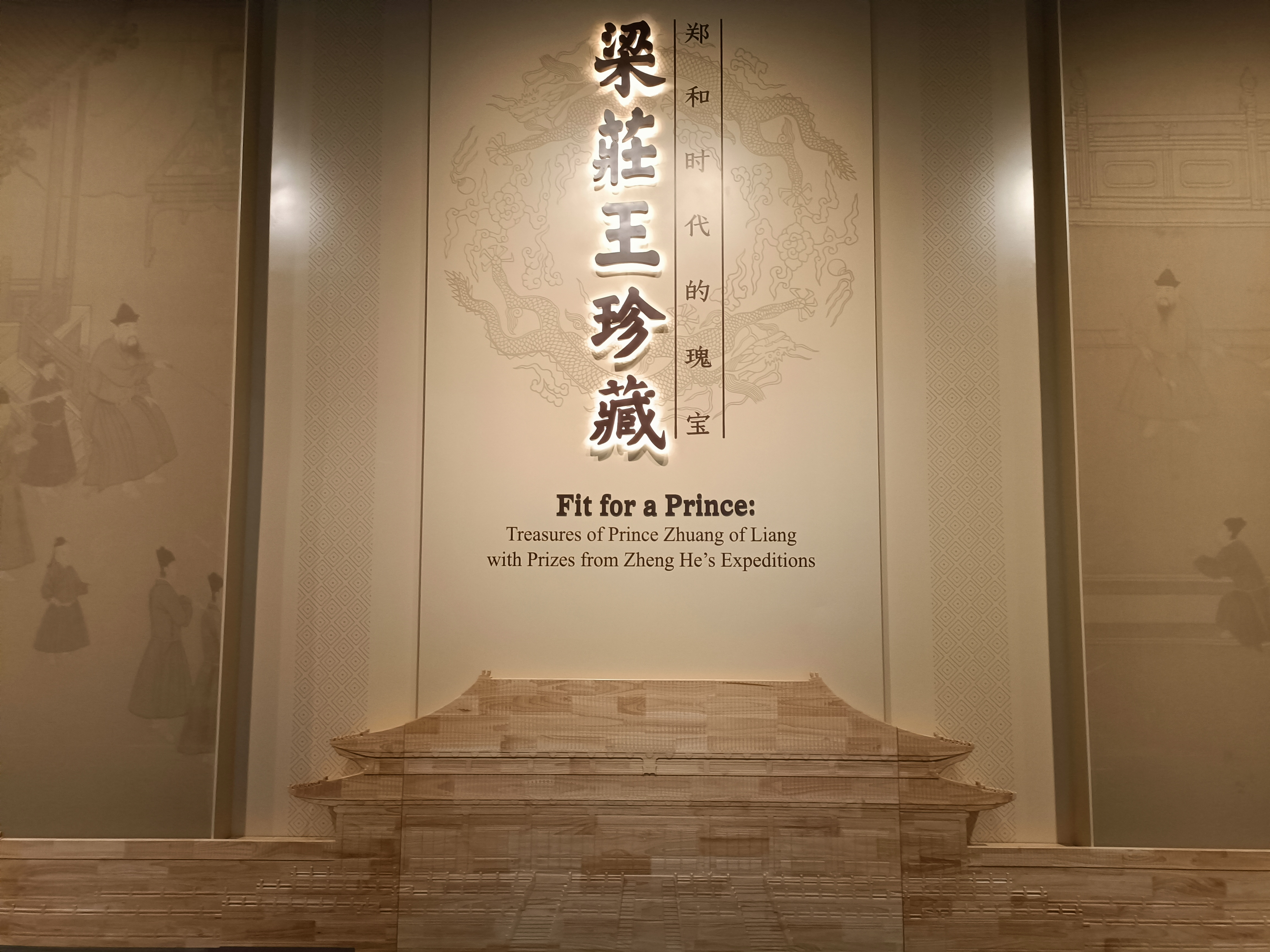
梁庄王珍藏展厅
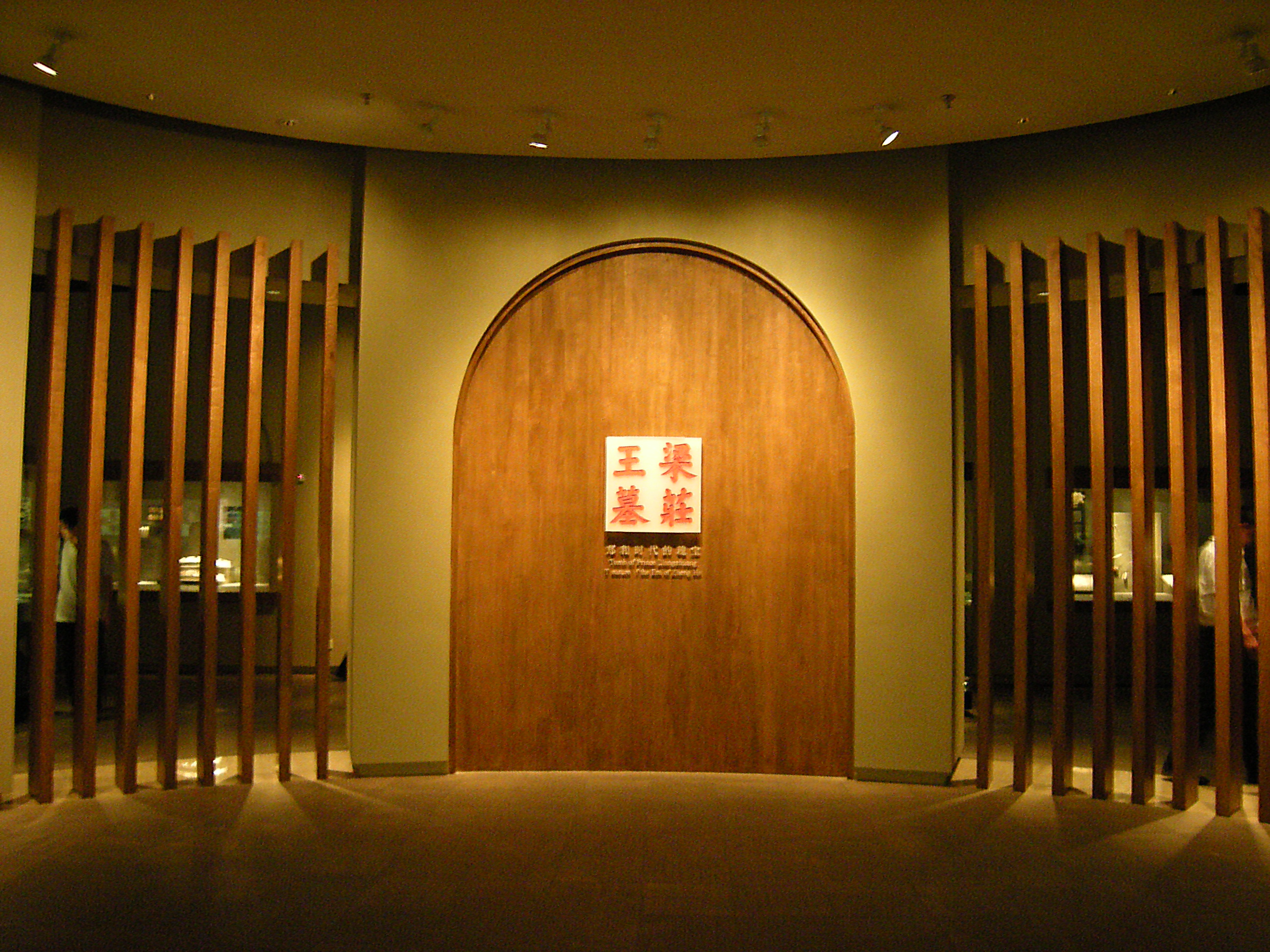
梁庄王墓展區（北馆旧展厅）
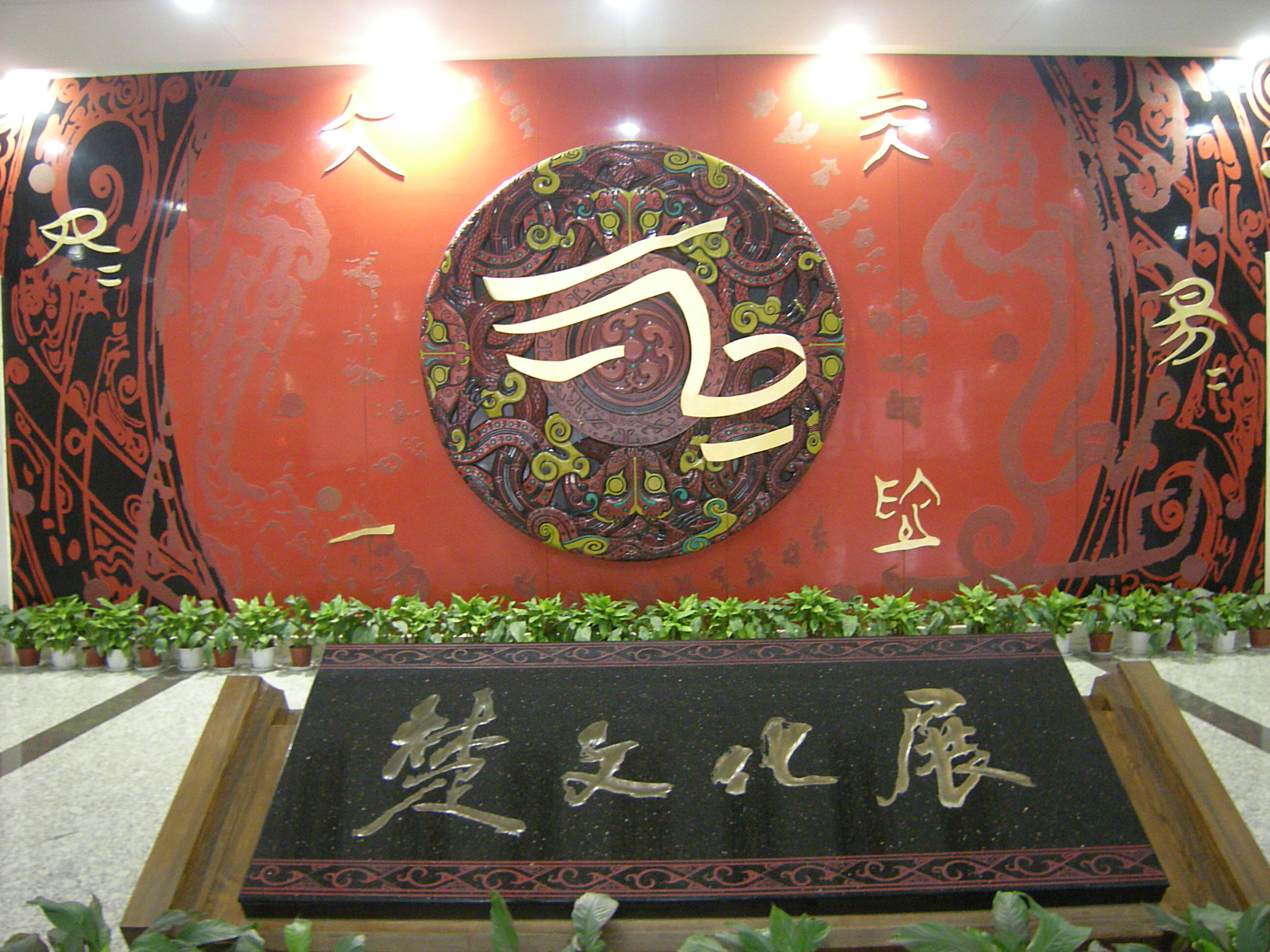
楚文化展（已闭展）
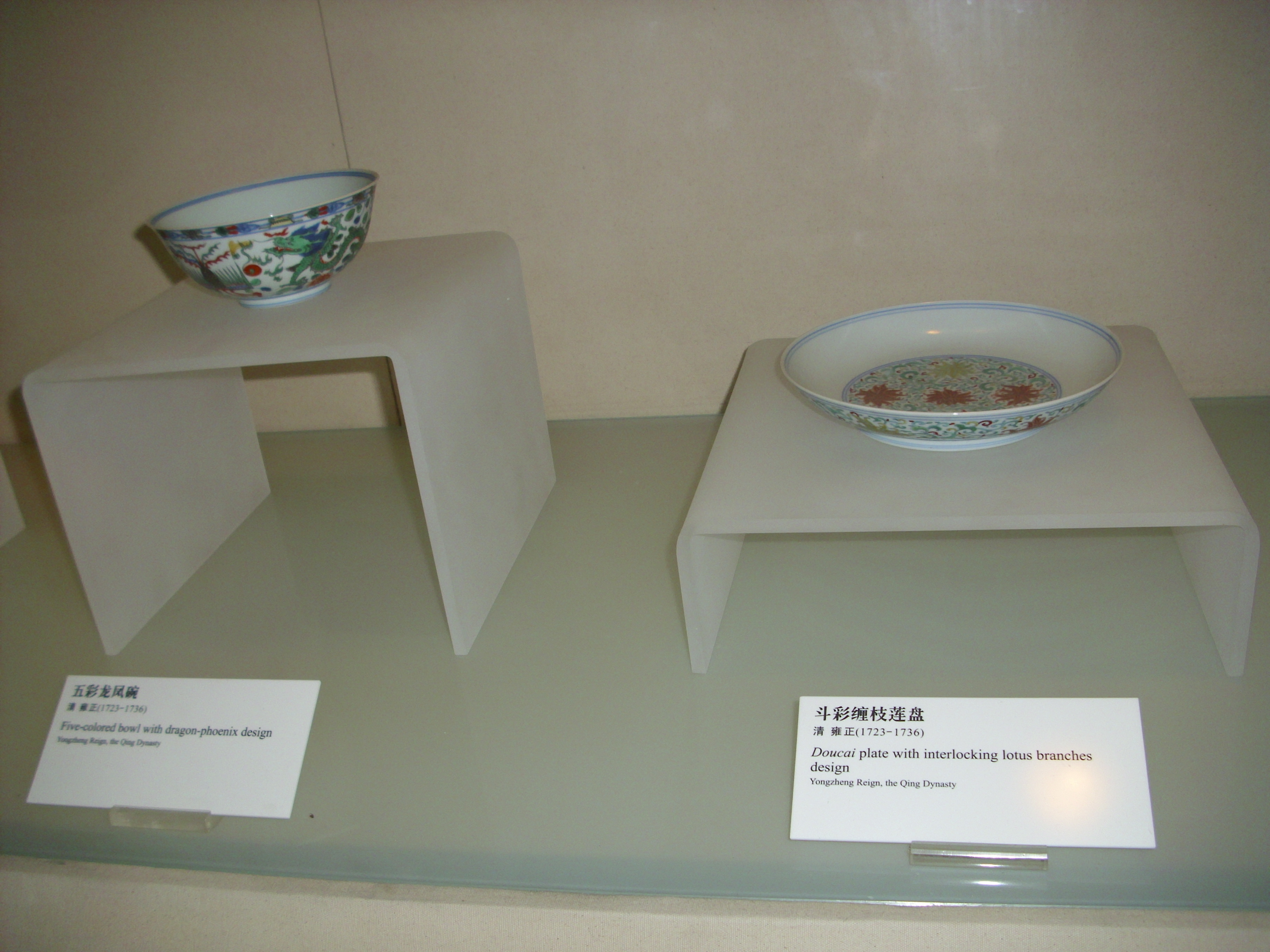
五彩龙凤碗
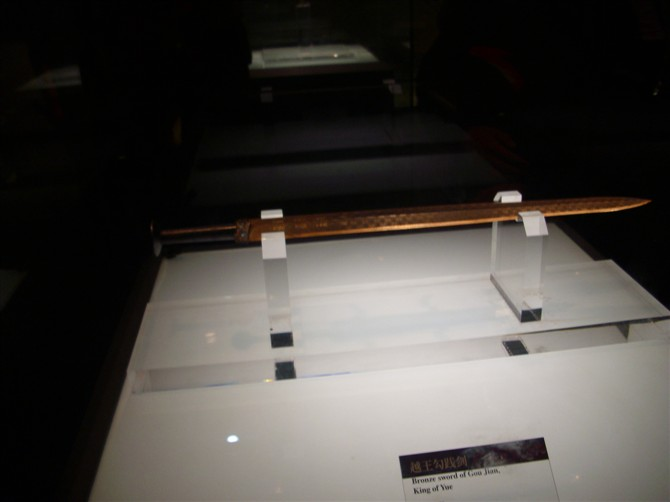
越王勾践剑
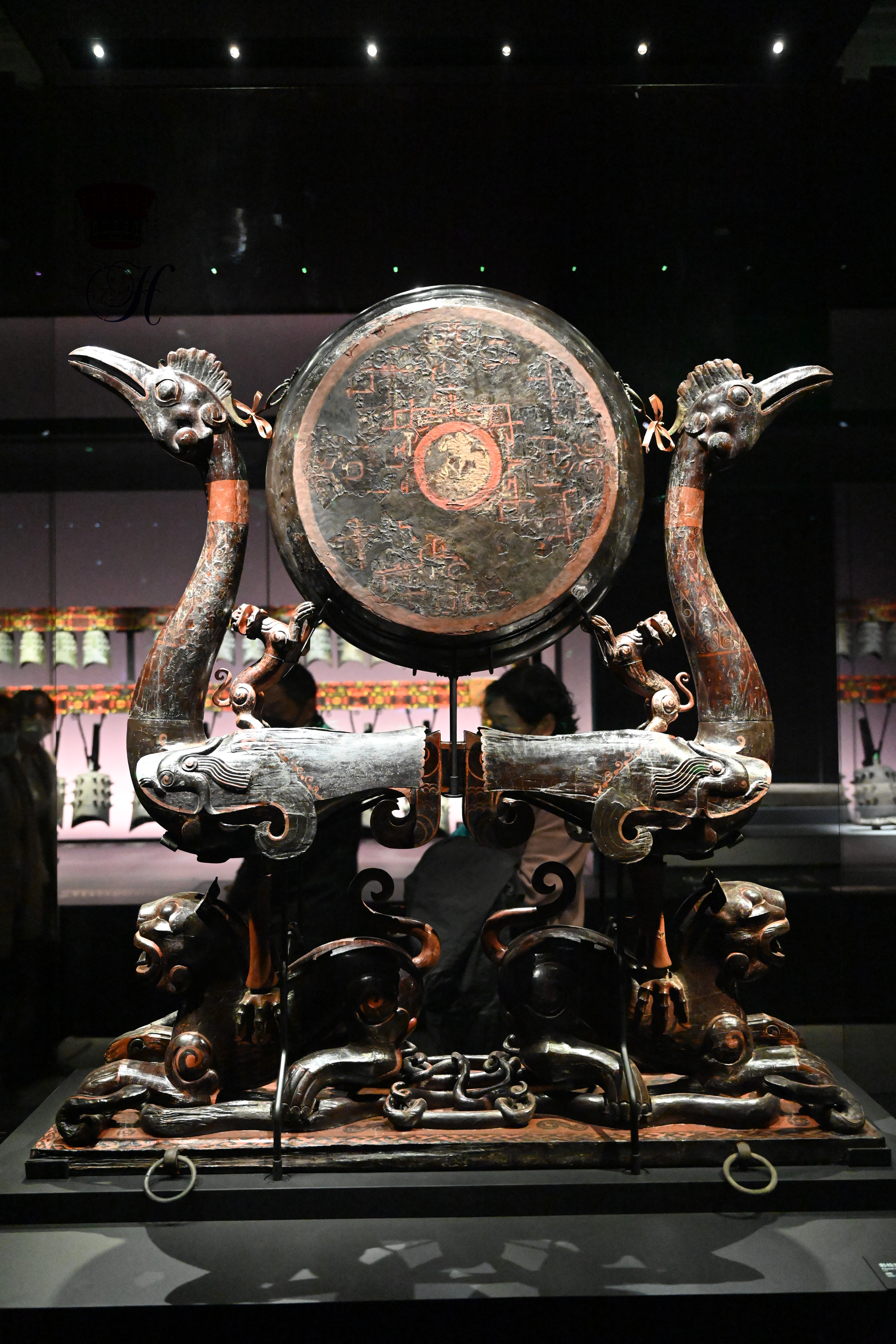
九连墩二号墓出土楚虎座鸟架鼓，为楚文化代表作品